# Моравські
Моравські — шляхетські роди.

## Гербу Домброва

### Представники
- Пйотр Целестин — зем'янин
  - Северин Титус — єпископ

## Гербу Кораб
Згадувались у Перемиській землі

### Представники
- Катерина — дружина Станіслава Фредра

## Гербу Наленч
Згадані у Великопольщі.

### Представники
- Єнджей
  - Павел, дружина Зофія Чарнковська

- Ян — каштелян пшеменцький, дружини — Софія Горайська, Дорота Качковська гербу Помян